# ادرسون ترومینا
ادرسون ترومینا (به پرتغالی: Ederson Tormena) هافبک اهل برزیل است که در شهر Brusque و در تاریخ ۱۴ مارس ۱۹۸۶ به دنیا آمده‌است.
ادرسون ترومینا در تیم‌های فوتبال باشگاه ورزشی اینترناسیونال سابقهٔ حضور دارد.